# Strużka (dopływ Gwdy)
Strużka – struga w północno-zachodniej Polsce, dopływ jeziora Wierzchowo (zlewnia rzeki Gwdy).
Ma źródła obszarze na południowy wschód od wsi Porost, skąd płynie w kierunku południowo-zachodnim do jeziora Przybyszewko. Wypływa z niego od strony zachodniej w kierunku południowym na obszar koło osady Grąbczyński Młyn, skąd płynie w kierunku południowym. Przepływa przy zachodniej części wsi Grąbczyn, a następnie uchodzi do północno-zachodniej zatoki jeziora Wierzchowo.
Do 1945 r. poprzednią niemiecką nazwą strugi było Peterkau Bach. W 1955 r. ustalono urzędowo polską nazwę Strużka.